# Hypericum imbricatum
Hypericum imbricatum är en johannesörtsväxtart som beskrevs av Poulter. Hypericum imbricatum ingår i släktet johannesörter, och familjen johannesörtsväxter. Inga underarter finns listade i Catalogue of Life.